# Eiðis kommuna
Eiðis Kommuna is een gemeente in het noorden van het eiland Eysturoy, op de Faeröer. De gemeente omvat de plaatsen Eiði, Ljósá en Svínáir.